# Suberanthus brachycarpus
Suberanthus brachycarpus är en måreväxtart som först beskrevs av August Heinrich Rudolf Grisebach, och fick sitt nu gällande namn av Attila L. Borhidi och M.Fernández Zeq.. Suberanthus brachycarpus ingår i släktet Suberanthus och familjen måreväxter. Inga underarter finns listade i Catalogue of Life.